# Pedicularis petelotii
Pedicularis petelotii är en snyltrotsväxtart som beskrevs av Tsoong. Pedicularis petelotii ingår i släktet spiror, och familjen snyltrotsväxter. Inga underarter finns listade i Catalogue of Life.